# Zalman Baruch Melamed
Rabi Zalman Baruch Melamed (hebrejsky זלמן ברוך מלמד‎) (narozen 20. července 1937) je roš ješiva (doslova „hlava ješivy“) v Bejt Elu.

## Biografie
Narodil se v Tel Avivu, jeho otec David byl chasid, matka Ra'aja dcerou rabína. Studoval mimo jiné na jeruzalémské ješivě Merkaz ha-rav a byl významným žákem rabiho Cvi Jehudy Kooka.
Roku 1978 se neúspěšně pokusil založit ješivu v Ofře, rok poté ji založil v Bejt Elu a dodnes ji vede.
Se ženou Šlomit, která je ředitelkou Sedmého kanálu (Aruc ševa), má sedm dětí, jeden z jeho synů je rabi Eliezer Melamed.

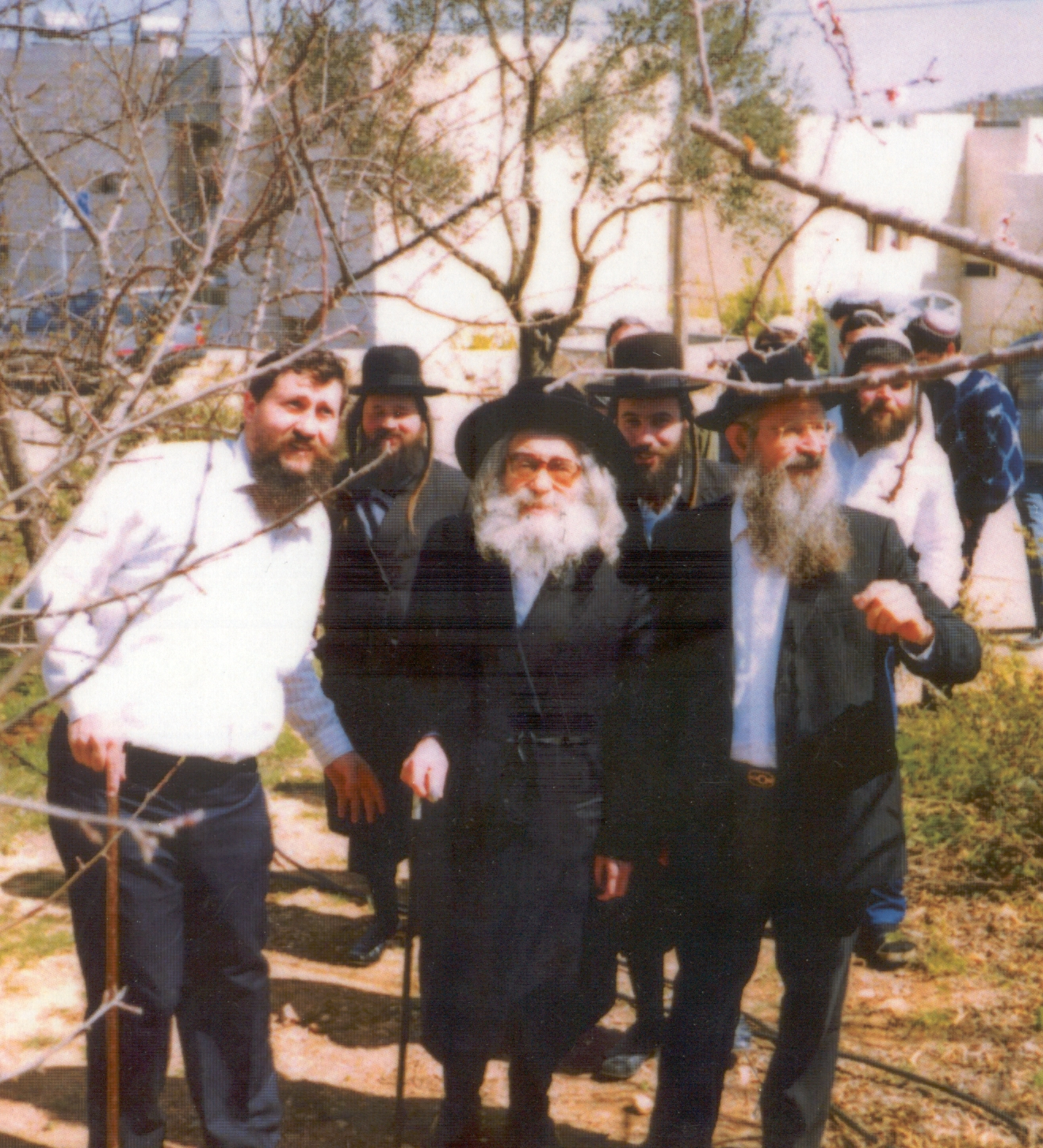
R. Zalman Baruch Melamed (vpravo) v roce 1990